# 阿利斯特·艾伦
阿利斯特·艾伦（英語：Alister Allan，1944年1月28日—），英国男子射击运动员。他曾代表英国参加1968年、1976年、1984年、1988年和1992年夏季奥林匹克运动会射击比赛，获得一枚银牌和一枚铜牌。